# Programma forte
Il programma forte (strong programme) a volte definito anche sociologia forte, è una variante della sociologia della conoscenza scientifica, concepita negli anni settanta all'Università di Edimburgo dai sociologi David Bloor e Barry Barnes.
Il programma forte cerca di spiegare le origini e lo sviluppo della conoscenza scientifica attraverso fattori sociali e culturali e per questo propone di studiare allo stesso modo le teorie scientifiche, sia quelle "vere" che quelle "false".
Il programma forte nasce come reazione ai precedenti approcci sociologici (programma debole) che restringevano il loro oggetto di studio alle teorie scientifiche false o decadute (per esempio la frenologia). Secondo i precedenti approcci, il fallimento di queste teorie dipendeva dai pregiudizi, dall'impreparazione, dagli interessi economici dei ricercatori. La sociologia non era dunque applicabile, se non in maniera marginale, nel caso delle teorie vincenti perché queste ultime non farebbero altro che svelare una verità naturale.
Al programma forte si attribuisce una grossa influenza sugli studi su scienza e tecnologia.

## Principi
Nel suo libro Knowledge and Social Imagery, David Bloor formula i quattro principi chiave del programma forte:
- Causalità: il programma forte studia le condizioni (psicologiche, sociali e culturali) all'origine della conoscenza scientifica;
- Imparzialità: il programma forte studia allo stesso modo i fallimenti e i successi scientifici, senza privilegiare l'analisi di uno sull'altro;
- Simmetria: Ci si deve basare sullo stesso tipo di spiegazioni per analizzare i fallimenti e i successi, e non differenziare fra cause sociali per i primi e cause naturali per i secondi;
- riflessività: le stesse regole devono valere anche per il programma forte.

Il programma forte viene a volte denominato scuola di Edimburgo. Esiste comunque anche la scuola di Bath legata a Harry Collins che supporta il principio di simmetria del programma forte, anche se è critico nei confronti della causalità. Dalla scuola di Bath nasce la costruzione sociale della tecnologia (SCOT per Social Construction of Technology), un approccio sviluppato da Trevor Pinch e Wiebe Bijker, che estendono il programma forte alla tecnologia.

## Critiche
Il programma forte sostiene che, nello studio sociale di credenze istituzionalizzate sulla 'verità', risulta poco saggio usare il termine 'verità' come una possibile spiegazione.
Per questa ragione il programma forte ha aderito ad una forma di relativismo radicale.
Il fisico Alan Sokal ha criticato questo relativismo radicale, in quella che poi verrà definita la guerra delle scienze, sulla base che questo tipo di approccio conduce inevitabilmente al solipsismo e al postmodernismo.
I sostenitori del programma forte sostengono che il loro approccio è stato frainteso e che l'adozione del relativismo radicale è strettamente metodologico.